# Ulvågen
Ulvågen est une localité du comté de Nordland, en Norvège.

## Géographie
Administrativement, Ulvågen fait partie de la kommune de Vågan.